# Block Bay
Die Block Bay ist eine vereiste Bucht östlich der Guest-Halbinsel an der Saunders-Küste des westantarktischen Marie-Byrd-Landes. Die Adams Rocks sind zwei große Felsnadeln, die den inneren Abschnitt der Block Bay überragen.
Die Block Bay wurde 1929 während der ersten Antarktisexpedition (1928–1930) des US-amerikanischen Polarforschers Richard Evelyn Byrd entdeckt. Byrd benannte sie nach dem Zeitungsverleger Paul Block  (1877–1941), einem Sponsor der Forschungsreise. 